# Sandwichera

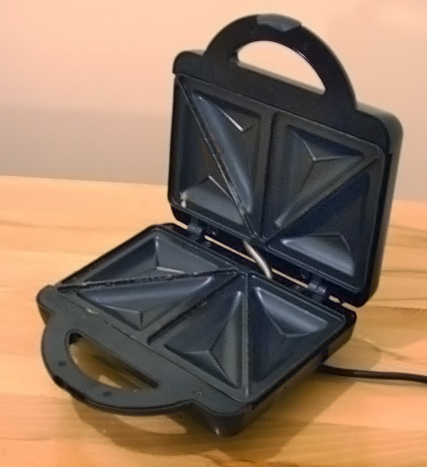
Sandwichera.

Una sandwichera o emparedadora es una tostadora especial para tostar pan de molde con algún ingrediente dentro, más conocidos como sándwiches o sánguches. Las unidades ordinarias de cocina consisten generalmente en una placa caliente abombada, afianzadas alrededor del sándwich por medio de una abrazadera. Generalmente, están diseñadas para tostar dos sándwiches a la vez. Las placas son calentadas por medio de resistencias eléctricas dentro del aparato. El exterior está de alguna forma apartado de éstas para asegurar el exterior que la unidad no se caliente demasiado.
En muchas ocasiones se le aplica aceite, mantequilla o margarina a la superficie del pan de molde para que no turren los extremos.Se deben sacar lo que haya sido cocinado con una espátula de plástico, de lo contrario ésta se rallará y perderá su capa de pintura de Teflón

## Historia
De acuerdo con el sitio web Catlin Historical Society, Charles V. Champion inventó la sandwichera antes de 1920, Champion aplicó la patente en mayo de 1924. Algunos de los primeros aparatos electrodomésticos fueron fabricados por Breville, que todavía es usado como término genérico en algunas partes del mundo. Las unidades de tipo industrial se extienden desde aquellas similares al electrodoméstico de cocina (que aplasta o que afianza el sándwich con abrazadera) a las unidades de parrilla, que utilizan calor seco para tostar el pan. Los paninis se hacen a menudo usando un equipo similar a las tostadoras. 
La plancha australiana y sudafricana original era más pequeña, del mismo tamaño que una rebanada de pan cuadrado, y estaba diseñada para utilizar en un fuego o sobre una estufa. Esto era especialmente útil para cocinar al aire libre, lo que era popular en ambos países. La plancha estaba fabricada en dos partes idénticas excepto el borde donde enganchan ambas. Las largas asas permitían a las dos piezas ser afianzadas firmemente, y ser insertadas en un fuego o una estufa con facilidad. El sándwich ha sido siempre un bocado popular en Australia y Sudáfrica, desarrolladas originalmente como medios fáciles de recalentar el alimento de sobra, o de incluirlo en la bolsa del almuerzo de un trabajador. En Sudáfrica, estas aplicaciones a veces se llaman Snackwitches, a partir de una marca de tostadora que fue popular en su día.